# Morannon
Morannon (‘puerta negra’ en sindarin) era el nombre de las gigantescas puertas que eran la única entrada a la tierra tenebrosa de Mordor. Eran enormes batientes de hierro que iban de uno a otro extremo de Cirith Gorgor (‘el paso de los espectros’),  entre Ered Lithui (los ‘montes de ceniza’) y Ephel Dúath (las ‘montañas de la sombra’), cercándolo. Detrás se abría el estrecho valle de Udûn. Delante se extendían las Tierras de Nadie o Desolación del Morannon, Dagorlad (el ‘llano de la batalla’) y las Ciénagas de los Muertos. Estaban custodiadas por dos torres con una vigilancia insomne: las Torres de los Dientes.
Durante su penoso viaje hacia Mordor, Frodo y Sam llegan al Morannon y ven a los ejércitos de Khand, convocados por Sauron para su guerra, entrar a Mordor por allí. Ellos deciden no usar el Morannon para ingresar al País de la Sombra, sino la otra ruta que Gollum conocía (Cirith Ungol). Después, el ejército del Oeste, comandado por Aragorn, desafía al Señor Oscuro ante la Puerta Negra. El maligno Boca de Sauron, lugarteniente de la Torre Oscura, sale entonces por el Morannon «a parlamentar» con ellos, pero tras el fracaso de las negociaciones, el ejército en pleno de Sauron sale a raudales por la Puerta Negra, sumiendo a los Hombres en una negra marea y comenzando la Batalla del Morannon, la última de la Guerra del Anillo. Tras la derrota de Sauron, los hombres del Oeste entran por el Morannon y consuman su victoria.
- Datos: Q1995792